# Płetwalowate
Płetwalowate, fałdowce, wieloryby fałdowce, pływaczowate (Balaenopteridae) – rodzina ssaków z infrarzędu waleni (Cetacea) w obrębie rzędu parzystokopytnych (Atriodactyla). Fałdowce charakteryzują się obecnością 10–100 podłużnych bruzd na podgardlu, a także wydłużonym ciałem, ostro zakończoną głową i spiczastymi płetwami. Do fałdowców należą dwa największe ssaki morskie: płetwal błękitny i finwal. Sejwal, inny przedstawiciel tej rodziny, jest jednym z najszybszych wielorybów. Formy kopalne znane od miocenu.

## Zasięg występowania
Rodzina obejmuje gatunki występujące we wszystkich oceanach świata.

## Systematyka
Do rodziny należą następujące występujące współcześnie rodzaje:
- Eschrichtius J.E. Gray, 1864 – pływacz – jedynym żyjącym współcześnie przedstawicielem jest Eschrichtius robustus (Lilljeborg, 1861) – pływacz szary
- Megaptera J.E. Gray, 1846 – długopłetwiec – jedynym jest przedstawicielem jest Megaptera novaeangliae (Borowski, 1781) – długopłetwiec oceaniczny
- Balaenoptera de Lacépède, 1804 – płetwal

oraz rodzaje wymarłe:
- Archaebalaenoptera Bisconti, 2007[26]
- Archaeschrichtius Bisconti & Varola, 2006[27] – jedynym przedstawicielem był Archaeschrichtius ruggieroi Bisconti & Varola, 2006
- Cetotheriophanes J.F. von Brandt, 1873[28] – jedynym przedstawicielem był Cetotheriophanes cuvieri (J.B. Fischer, 1829)
- Diunatans Bosselaers & Post, 2010[29] – jedynym przedstawicielem był Diunatans luctoretemergo Bosselaers & Post, 2010
- Eschrichtioides Bisconti, 2008[30] – jedynym przedstawicielem był Eschrichtioides gastaldii (Strobel, 1875)
- Eobalaenoptera Dooley, N.C. Fraser & Luo, 2004[31] – jedynym przedstawicielem był Eobalaenoptera harrisoni Dooley, N.C. Fraser & Luo, 2004
- Fragilicetus Bisconti & Bosselaers, 2016[32] – jedynym przedstawicielem był Fragilicetus velponi Bisconti & Bosselaers, 2016
- Gricetoides Whitmore & Kaltenbach, 2008[33] – jedynym przedstawicielem był Gricetoides aurorae Whitmore & Kaltenbach, 2008
- Incakujira Marx & Kohno, 2016[34] – jedynym przedstawicielem był Incakujira anillodefuego Marx & Kohno, 2016
- Kennedycetus Solis-Añorve, González-Barba, Hernández-Rivera & Schwennicke, 2021[35] – jedynym przedstawicielem był Kennedycetus pericorum Solis-Añorve, González-Barba, Hernández-Rivera & Schwennicke, 2021
- Marzanoptera Bisconti, Damarco, Pavia, Sorce & Carnevale, 2020[36]
- Megapteropsis P.J. Van Beneden, 1872[37] – jedynym przedstawicielem był Megapteropsis robusta Van Beneden, 1872
- Miobalaenoptera Tanaka & Watanabe, 2019[38] – jedynym przedstawicielem był Miobalaenoptera numataensis Tanaka & Watanabe, 2019
- Nehalaennia Bisconti, Munsterman & Post, 2019[39] – jedynym przedstawicielem był Nehalaennia devosi Bisconti, Munsterman & Post, 2019
- Notiocetus F. Ameghino, 1891[40]
- Palaeocetus Seeley, 1865[41] – jedynym przedstawicielem był Palaeocetus sedgwickii Seeley, 1865
- Parabalaenoptera Zeigler, Chan & Barnes, 1997[42] – jedynym przedstawicielem był Parabalaenoptera baulinensis Zeigler, Chan & Barnes, 1997
- Plesiobalaenoptera Bisconti, 2010[43]
- Plesiocetus P.J. Van Beneden, 1859[44]
- Protororqualus Bisconti, 2007[45]